# Union nationale fasciste du Sénat
L'Union nationale fasciste du Sénat (Unione Nazionale Fascista del Senato - UNFS) est utilisé pour désigner l'Union nationale du Sénat, un groupe officiellement créé en 1926, mais dont les origines remontent à février 1925. L'Union était directement subordonnée au Parti national fasciste (Partito Nazionale Fascista - PNF) et était régie par l'article 10 du statut du PNF.
À partir de mai 1929, elle prend le nom d'Union nationale fasciste du Sénat. Elle était dirigée par un conseil d'administration composé d'un président, de trois vice-présidents et de deux secrétaires. À partir de 1930, le conseil d'administration s'appelle le Directoire. La nomination du Directoire a été faite directement par Benito Mussolini. En 1933, à la suite de la publication du nouveau statut du Parti national fasciste, les sénateurs qui n'étaient pas membres du Parti ont été exclus de l'UNFS.

## Source
- (it) Cet article est partiellement ou en totalité issu de l’article de Wikipédia en italien intitulé « UNFS » (voir la liste des auteurs).